# Bulbostylis smithii
Bulbostylis smithii är en halvgräsart som beskrevs av Manuel Barros. Bulbostylis smithii ingår i släktet Bulbostylis och familjen halvgräs. Inga underarter finns listade i Catalogue of Life.